# Ешерихия коли O104:H4
Ешерихия коли (на латински: Escherichia coli) O104:H4 е рядък ентерохеморагичен щам на бактерията Ешерихия коли и е причинителят на Хемолитично-уремичната епидемия от 2011. От името на бактерията изпъкват няколко елемента: буквата „O“ според серотипната класификация обозначава присъствието на липополизахаридния антиген на клетъчната стена, докато „H“ обозначава присъствието на антигена за флагелум (камшиче).
Геномната секвенция извършена в Пекинския Геномен Институт в Шънджън през 2001 г. показва, че щамът притежава някои ентероагрегативни качества, най-вероятно придобити чрез хоризонтален генетичен обмен. Освен това според специалистите от същия институт бактерията принадлежи към „нов супер-токсичен щам“. Единствената предишна документирана епидемия с Ешерихия коли О104:H4 е през 2005 г. в Корея и причината е в замърсени с бактериите хамбургери. Най-вероятно подобният щам Escherichia coli O104:H21 е предизвиква епидемията от хеморагичен колит в Монтана през 1994 г.

## Заболяване
Заболяването протича бързо след по-малко от 0,5 – 2 дни инкубационен и латентен период. В най-острата си форма болестотворният бацил предизвиква хемолитично-уремичен синдром (ХУС, HUS) или системни кръвоизливи, дължащи се на постдиарична тромбозна тромбоцитопенична пурпура (ТТП). При близо 5 – 10% от случаите настъпват сериозни усложнения, които могат да доведат до остра бъбречна недостатъчност, сърдечни и мозъчни инфаркти, системни органови инфаркти и смърт. При класическата форма на хемолитично-уремичния синдром освен остра бъбречна недостатъчност, се наблюдава акутна анемия поради повреда поради разкъсване на еритроцитите, както и пад на броя на тромбоцитите поради секвестиране в системни кръвоизливи.

## Епидемиология
Резервоар на инфекцията са заразени животни: крави, коне и прасета. Пренасянето (вектор) на микроорганизмите до човека е фекално замърсяване на хранителни продукти. Крайният гостоприемник може да стане и заразоносител и да предаде заболяването чрез физически контакт. Най-честите заразени храни са непастьоризирано мляко и сирена от необработено мляко, полусурово (ал'Англе) мляно говеждо месо, както и по-рядко пресни плодове и зеленчуци. Вероятността от заразяване след консумация на заразена кайма е най-висока поради размесването на патогенните микроорганизми във вътрешността. Това размесване дава възможност при недостатъчна топлинна обработка за оцеляване на топлоустойчивите бактерии. Цяло парче месо, замърсено на повърхността, дори и да не достигне във вътрешните си слоеве летална температура, се подлага на директен огън и има по-добри шансове за стерилизация. За разлика от други грам негативни бацили като салмонелата, инфекциозната доза е ниска и е възможно да се причинят свръхостри епидемии. Бактериалният обмен на гени между различните щамове, познат под името хоризонтален генетичен обмен, е основната причина за вирулентизиране на щамове, които допреди не са били болестотворни.

## Клинична картина
Заразените с този щам бактерии е вероятно да изпитат широк спектър симптоми от стомашни спазми и остра диария с ярко кръвоотлагане в изпражненията и по-рядко мелена, до обезводняване, невисока температура рядко надхвърля 37,5 – 38,5 °C, а в най-крайна форма – прекъсване функцията на бъбреците, системни кръвоизливи, сепсис, инсулти, епилептични припадъци и дори смърт. Остротата на симптомите зависи от възрастта и общото физическо здраве на пациента. Обикновено най-малките (0 – 5 г.) и най-възрастните (над 65 г.) пациенти прекарват заболяването най-тежко. При децата става въпрос за по-лесно обезводняване поради относителната диспропорция между обема и повърхността на тялото, а при възрастните – поради обремененост с други заболявания, недохранване и сенилна имунна система.

## Лечение
Лечението на тази болест е консервативно, което се обяснява от рисковете и усложненията при агресивна терапия. Не се препоръчват антибактериални мерки (нито бактерицидни, нито бактериостатични). Антибиотиците не бива да се използват, поради елиминиране на чревната флора от местни конкурентни организми, които се борят с нашествениците отвън. Освен това антибиотиците разрушават клетъчната стена, което води до изпускане на огромно количество веротоксини, което може да надделее на способността на организма да оцелее. Някои проучвания са оптимистични за използването на антибиотика Rifampicin за контрол на Escherichia coli O157:H7, но не и Е. коли O104:H4. Също така не се препоръчва използването на антидиарийни препарати (лоперамид, дифеноксилат, парегорик, кодеин, морфин), за да се позволи на организма да изхвърли бактериите и най-вече токсините произведени от тях. Консервативна терапия с големи обеми венозни и орални течности, хемодиализа, кръвопреливане с компонентите според нуждата на пациента и антипиретични средства е предпочитаната терапия.